# 楚楚可憐超能少女組
《楚楚可憐超能少女組》是椎名高志的日本漫畫作品，最初於《少年Sunday超增刊》2003年7月號刊登，後來在《週刊少年Sunday》2005年第33號開始連載，於2008年4月6日改編為同名電視動畫開始播放。後推出OVA特別篇「愛多憎生！被奪走的未來？」，同時宣布若OVA銷量佳即會推出第二期動畫，於漫畫第310回宣布動畫第二期製作計畫啟動。第二期動畫「THE UNLIMITED 兵部京介」於2013年1月7日播出。
本作於《週刊少年Sunday》2021年33號刊出完結篇，結束為期17年的連載。
2022年本作榮獲第53回星雲賞漫畫部門獎項。

## 專有名詞

### 特殊用語
超能力（ESP，イーエスピー）
能扭曲物理法則的力量，不僅違反能量守恆定律、也超越空間與光速。
大致可分為念動力、超感覺力，以及由多種能力組成的複合能力與合成能力。故事中只有一種超能力的超能力者較為稀少，合成能力成為趨勢。
超能力經過訓練能一定程度成長，受傷或陷入極限狀態也可能會強化或增加能力。
超能力者（Esper，エスパー）
簡稱 ESP，唸做 Esper，擁有特殊能力的人。
ESP限幅器（ESP limiter，イーエスピー リミッター）
具有把攜帶者的超能力級別降低3級的攜帶裝置。
後來皆本特製的ESP增幅器和潘朵拉拷貝版的也同樣稱為ESP limiter（イーエスピー リミッター）。
ESP鎖（ESP lock，イーエスピー ロック）
能力如ESP限幅器一樣，以拘束超能力者為目的，常見為手銬。
ECM（Esp Counter Measure，イーエスピー カウンター メジャー）
超能力對抗裝置（Esp Counter Measure）的簡稱，用強力的電波中和超能力。
能使超能力者無法使用超能力，但仍有少數超能力者能再中和並正常使用超能力。
ECCM（Esp Counter Counter Measure，イーエスピー カウンター カウンター メジャー）
反超能力對抗裝置（Esp Counter Counter Measure）的簡稱，具有中和ECM的能力。
之所以巴貝爾（B.A.B.E.L）會研究 ECM 的原因就是要製作出 ECCM 藉以保護超能力者。
蕾雅石結晶（レアメタル結晶）
ESP限幅器的中心素材，具有良好的超能力相容性，有些蕾雅石結晶甚至有讓超能力者寄宿的能力。
防透視空間（Protecter，プロテクター）
於內心建立的防透視空間，不過高接觸感應超能力者以全力能突破並透視。
如果是同為高超能度能力者所做的（一號在皆本內心做的未來預知防透視空間），將難以透視。

### 超能力級別
經由特殊儀器能測量超能度，數字越大能力越高。擁有超能力度4以上者，僅佔全體的３％以下。
- 超能度1：靜止不動者，或對超能力有特殊感應者能有所察覺的程度。
- 超能度2：大多數人能夠察覺。達到門窗晃動的程度。
- 超能度3：房屋搖動、電燈等懸吊物呈現劇烈搖擺。
- 超能度4：花瓶等物傾倒，行進中的人亦能察覺。眾人驚嚇恐慌奔逃戶外。
- 超能度5：牆壁龜裂，墓碑倒塌
- 超能度6：3%以下的房屋倾毁。發生山崩地裂的情况。
- 超能度7：地表上的事物破壞殆盡。物體在空中四處亂飛。

### 超能力類型

#### 念動力
- Psycho Kinesis，簡稱 PK，以精神力移動或改變狀態，泛指能夠改變外界狀態的能力，最具代表的就是念動能力。

念動能力者（サイコキノ）
一種無形且無限可能的能力 利用念力想像產生所要的效果，如可以移動物品或者心臟體外復甦，超能度六左右便可以將自己的身體舉起，更可以破壞人、物品，超能度越高破壞力越強
火炎發火能力（パイロキネシス）
發火能力。控制熱風。

#### 超感應力
- Extra Sensory Perception，簡稱 ESP，舉凡心靈感應、第六感、預知等能夠感覺到普通人感覺不到的或看不到的都屬於這類。

接觸感應能力（サイコメトラー）
接觸人可以知道「在想什麼」，接觸物品可以知道「如何用」、「被誰用過」，超能度越高知道的越多（不一定能透視成功，高超能度的超能力者在警戒狀態下可防止透視）
精神感應能力（テレパス）
就是一般人所熟知的讀心術或心電感應，可感應遠距離的人，並與之精神交談，不過只適用於有神經的生物，超能度越高範圍越大
透視能力（クレヤボヤンス）
能夠從遠距離看穿人事物，就像中國神話中的千里眼，超能度越高能透視的人事物越清楚
遠隔透視能力（リモートネス・クレヤボヤンス）
比透視能力看得更遠，距離可達數百公里
催眠能力（ヒュプノ）
能藉由面對面或以物品對人體的大腦強制發出干擾電波，達到暗示的目的，如幻覺或修改記憶等，超能度越高暗示越強
預知能力（プレコグ）
能預先知道未來可能發生的事件，如同占卜一般，超能度越高能預知的時間點越久、準確度越高。

#### 複合能力
為一名超能力者擁有多項超能力，由於可以自由運用能力，能應用範圍較廣，但超能度通常不高。
如火野賈利，同時擁有念動力、製造火焰能力與少許的預知能力。

#### 合成能力
為複合能力的變種型，將數種能力組合成新型態的超能力，其中進化最完全的就是瞬間移動能力。
瞬間移動能力者（テレポーター）
能瞬間從A移動到B，也可移動物體，是進化最完全的超能力者。
也能浮在空中，方法是重複用瞬間移動到上面一點的位置。
其突變型更可以移動身體的某部分，超能度越高移動的距離越長、時間間隔越短（特殊情形可能造成不能移動，如：下雨，因為可能會讓異物進入體內或和其他物品融合）
- 合成能力者（其中之一）：如玉置卡茲拉能將自己的身體化為像布一般的物質，並且能藉由此物質行接觸感應能力。
- 合成能力者（其中之二）：迦納紅葉，以瞬間移動為基準的合成能力，能固定部分空間。

#### 其他
反超能力
能令超能力無效化的超能力。
反‧反超能力
能令反超能力無效化的超能力。
只在正式連載前的短篇版出現。

## 組織
巴貝爾[B.A.B.E.L.（バベル）]
正式名稱為内務省特務機關超能力支援研究局。取超能力支援研究局的英文「BAse of Backing Esp. Laboratory」各單字的第一個字母作為通稱B.A.B.E.L.。以研究、善用超能力者的能力而成立日本政府組織，解決一般人難以處理的事故案件。
潘朵拉[P.A.N.D.R.A（パンドラ）]
由超能力者組成的組織，以統治普通人為目標。
暗黑幽靈[黒い幽霊（ブラック・ファントム）]
殺手組織的名字，是對超能力者進行催眠並加以控制的普通人組織，將超能力者當作道具使用藉以殺死其他超能力者與普通人。
「平凡百姓」[普通の人々（ふつうのひとびと）]
指由普通人（沒有超能力的一般人）所組成的反超能力者組織，將超能力者視為怪物。

## 國家
作者貫徹漫畫是虛構的故事，除了日本和印帕拉罕，故事中出現的現實國名會換掉一個音。中文版是以同音異字的方式來表現。
英柏拉罕王國
故事中虛構的國家。是世界上最小的國家，卻是最大稀有礦產（蕾雅石）的輸出國。而且由具有超能力的巫女擔任擔任王室顧問。在第二次世界大戰期間加入軸心國陣營以抵制西方殖民主義，但除了保護國土安全,從來不直接涉及戰爭,也對日德兩國高層保持警覺。
鎂國
第五集出現。影射現實的美國。
惡羅斯
第集出現。影射現實的俄羅斯。
墨斯科
第21集出現。影射現實的莫斯科。
汙克蘭
第21集出現。影射現實的烏克蘭。
忠國
第28集出現。影射現實的中國。
德意痣帝國
第28集出現。影射現實的德意志帝國。
波藍
第28集出現。影射現實的波蘭。
異大利
第28集出現。影射現實的義大利。
琺國
第28集出現。影射現實的法國。
瑛國
第28集出現。影射現實的英國。

資料來源：超能力支援研究局2001年超能度分類

## 出版書籍

### 漫畫單行本
| 卷數 | 小學館         | 小學館                 | 小學館                 | 青文出版社     | 青文出版社             | 文化傳信       | 文化傳信               |
| 卷數 | 發售日期       | 通常版 ISBN            | 限定版 ISBN            | 發售日期       | ISBN / EAN             | 發售日期       | ISBN                   |
| ---- | -------------- | ---------------------- | ---------------------- | -------------- | ---------------------- | -------------- | ---------------------- |
| 1    | 2005年10月18日 | ISBN 4-09-127371-8     | 不適用                 | 2006年5月2日   | ISBN 978-986-156-548-4 | 2006年4月18日  | ISBN 978-962-8926-43-5 |
| 2    | 2005年10月18日 | ISBN 4-09-127372-6     | 不適用                 | 2006年5月31日  | ISBN 978-986-156-574-3 | 2006年6月1日   | ISBN 978-962-8926-79-4 |
| 3    | 2006年1月14日  | ISBN 4-09-120028-1     | 不適用                 | 2006年7月10日  | ISBN 978-986-156-593-4 | 2006年6月22日  | ISBN 978-962-8945-05-4 |
| 4    | 2006年3月17日  | ISBN 4-09-120127-X     | 不適用                 | 2006年8月10日  | ISBN 978-986-156-619-1 | 2006年7月18日  | ISBN 978-962-8945-28-3 |
| 5    | 2006年6月16日  | ISBN 4-09-120415-5     | 不適用                 | 2007年4月10日  | ISBN 978-986-156-818-8 | 2006年9月16日  | ISBN 978-962-8945-65-8 |
| 6    | 2006年9月15日  | ISBN 4-09-120578-X     | 不適用                 | 2007年6月20日  | ISBN 978-986-156-969-7 | 2007年1月16日  |                        |
| 7    | 2006年12月16日 | ISBN 4-09-120708-1     | 不適用                 | 2007年7月20日  | ISBN 978-986-156-988-8 | 2008年3月11日  |                        |
| 8    | 2007年2月16日  | ISBN 978-4-09-121010-4 | 不適用                 | 2007年9月20日  | ISBN 978-986-209-071-8 | 2008年3月19日  |                        |
| 9    | 2007年5月18日  | ISBN 978-4-09-121068-5 | 不適用                 | 2007年10月20日 | ISBN 978-986-209-110-4 | 2008年4月3日   |                        |
| 10   | 2007年8月10日  | ISBN 978-4-09-121167-5 | 不適用                 | 2007年11月20日 | ISBN 978-986-209-139-5 | 2008年4月21日  |                        |
| 11   | 2007年11月16日 | ISBN 978-4-09-121215-3 | 不適用                 | 2008年2月20日  | ISBN 978-986-209-250-7 | 2008年5月21日  |                        |
| 12   | 2008年3月18日  | ISBN 978-4-09-121302-0 | 不適用                 | 2008年6月20日  | ISBN 978-986-209-459-4 | 2008年8月16日  |                        |
| 13   | 2008年6月18日  | ISBN 978-4-09-121397-6 | ISBN 978-4-09-159060-2 | 2008年8月30日  | ISBN 978-986-209-557-7 | 2008年11月4日  |                        |
| 14   | 2008年9月18日  | ISBN 978-4-09-121465-2 | 不適用                 | 2008年12月25日 | ISBN 978-986-209-685-7 | 2008年12月17日 | ISBN 978-988-8008-35-3 |
| 15   | 2008年12月18日 | ISBN 978-4-09-121515-4 | 不適用                 | 2009年3月25日  | ISBN 978-986-209-789-2 | 2009年3月13日  | ISBN 978-988-8024-19-3 |
| 16   | 2009年3月18日  | ISBN 978-4-09-121598-7 | 不適用                 | 2009年6月25日  | ISBN 978-986-209-890-5 | 2009年7月31日  |                        |
| 17   | 2009年7月17日  | ISBN 978-4-09-122007-3 | 不適用                 | 2009年10月25日 | ISBN 978-986-256-038-9 | 2009年10月21日 | ISBN 978-988-8025-62-6 |
| 18   | 2009年9月17日  | ISBN 978-4-09-121745-5 | 不適用                 | 2010年1月25日  | ISBN 978-986-256-136-2 | 2009年12月29日 |                        |
| 19   | 2009年12月18日 | ISBN 978-4-09-122028-8 | 不適用                 | 2010年4月15日  | ISBN 978-986-256-244-4 | 2010年5月10日  | ISBN 978-988-8049-67-7 |
| 20   | 2010年2月18日  | ISBN 978-4-09-122148-3 | 不適用                 | 2010年6月17日  | ISBN 978-986-256-336-6 | 2010年7月30日  | ISBN 978-988-8050-15-4 |
| 21   | 2010年4月16日  | ISBN 978-4-09-122258-9 | ISBN 978-4-09-159075-6 | 2010年10月15日 | ISBN 978-986-256-515-5 | 2010年8月17日  | ISBN 978-988-8050-75-8 |
| 22   | 2010年7月16日  | ISBN 978-4-09-122419-4 | ISBN 978-4-09-159081-7 | 2010年12月7日  | ISBN 978-986-256-554-4 | 2010年10月21日 | ISBN 978-988-8090-52-5 |
| 23   | 2010年10月18日 | ISBN 978-4-09-122625-9 | 不適用                 | 2011年2月22日  | ISBN 978-986-256-667-1 | 2011年2月15日  | ISBN 978-988-8091-42-3 |
| 24   | 2010年12月17日 | ISBN 978-4-09-122719-5 | 不適用                 | 2011年3月15日  | ISBN 978-986-256-708-1 | 2011年5月5日   | ISBN 978-988-8091-91-1 |
| 25   | 2011年2月18日  | ISBN 978-4-09-122782-9 | ISBN 978-4-09-159091-6 | 2011年6月2日   | ISBN 978-986-256-782-1 | 2011年5月24日  | ISBN 978-988-8112-22-7 |
| 26   | 2011年6月17日  | ISBN 978-4-09-122872-7 | ISBN 978-4-09-941709-3 | 2011年12月7日  | ISBN 978-986-256-976-4 | 2011年10月15日 | ISBN 978-988-8112-96-8 |
| 27   | 2011年9月16日  | ISBN 978-4-09-123238-0 | 不適用                 | 2012年2月16日  | ISBN 978-986-310-075-1 | 2011年12月22日 |                        |
| 28   | 2011年12月16日 | ISBN 978-4-09-123430-8 | ISBN 978-4-09-159099-2 | 2012年5月17日  | ISBN 978-986-310-185-7 | 2012年6月6日   | ISBN 978-988-8114-10-8 |
| 29   | 2012年1月18日  | ISBN 978-4-09-123516-9 | ISBN 978-4-09-159109-8 | 2012年8月20日  | ISBN 978-986-310-262-5 | 2012年8月31日  | ISBN 978-988-8114-92-4 |
| 30   | 2012年5月18日  | ISBN 978-4-09-123665-4 | ISBN 978-4-09-159120-3 | 2012年10月17日 | ISBN 978-986-310-371-4 | 2012年11月29日 | ISBN 978-988-8194-36-0 |
| 31   | 2012年8月17日  | ISBN 978-4-09-123793-4 | ISBN 978-4-09-159128-9 | 2013年2月7日   | ISBN 978-986-310-519-0 | 2013年3月30日  | ISBN 978-988-8194-89-6 |
| 32   | 2012年12月18日 | ISBN 978-4-09-124034-7 | ISBN 978-4-09-159135-7 | 2013年5月13日  | ISBN 978-986-310-647-0 | 2013年6月8日   |                        |
| 33   | 2013年1月18日  | ISBN 978-4-09-124167-2 | ISBN 978-4-09-159138-8 | 2013年8月10日  | ISBN 978-986-310-710-1 | 2013年9月19日  |                        |
| 34   | 2013年4月18日  | ISBN 978-4-09-124204-4 | ISBN 978-4-09-941813-7 | 2013年11月13日 | ISBN 978-986-310-814-6 | 2014年2月18日  |                        |
| 35   | 2013年8月16日  | ISBN 978-4-09-124366-9 | ISBN 978-4-09-159160-9 | 2014年7月9日   | ISBN 978-986-356-071-5 | 2014年8月8日   | ISBN 978-988-8196-19-7 |
| 36   | 2013年10月18日 | ISBN 978-4-09-124457-4 | ISBN 978-4-09-159161-6 | 2014年12月18日 | EAN 471-8016-01089-5   | 2015年1月17日  | ISBN 978-988-8318-28-5 |
| 37   | 2014年1月17日  | ISBN 978-4-09-124553-3 | ISBN 978-4-09-159180-7 | 2015年6月18日  | EAN 471-8016-01309-4   | 2015年4月11日  | ISBN 978-988-8318-27-8 |
| 38   | 2014年4月18日  | ISBN 978-4-09-124647-9 | ISBN 978-4-09-159164-7 | 2015年9月16日  | EAN 471-8016-01436-7   | 2015年9月19日  | ISBN 978-988-8320-18-9 |
| 39   | 2014年7月18日  | ISBN 978-4-09-124676-9 | ISBN 978-4-09-159197-5 | 2016年5月5日   | EAN 471-8016-01841-9   |                |                        |
| 40   | 2014年12月18日 | ISBN 978-4-09-125414-6 | ISBN 978-4-09-159200-2 | 2016年9月25日  | EAN 471-8016-01969-0   |                |                        |
| 41   | 2015年3月18日  | ISBN 978-4-09-125796-3 | ISBN 978-4-09-159205-7 | 2016年12月25日 | EAN 471-8016-02113-6   |                |                        |
| 42   | 2015年7月17日  | ISBN 978-4-09-125858-8 | ISBN 978-4-09-159210-1 | 2017年3月25日  | EAN 471-8016-02213-3   |                |                        |
| 43   | 2015年9月18日  | ISBN 978-4-09-126227-1 | ISBN 978-4-09-159219-4 | 2017年6月25日  | EAN 471-8016-02387-1   |                |                        |
| 44   | 2016年1月18日  | ISBN 978-4-09-126497-8 | ISBN 978-4-09-159224-8 | 2020年3月5日   | ISBN 978-986-512-274-4 |                |                        |
| 45   | 2016年4月18日  | ISBN 978-4-09-127093-1 | ISBN 978-4-09-159225-5 |                |                        |                |                        |
| 46   | 2016年8月18日  | ISBN 978-4-09-127329-1 | ISBN 978-4-09-159237-8 |                |                        |                |                        |
| 47   | 2016年12月16日 | ISBN 978-4-09-127429-8 | ISBN 978-4-09-159239-2 |                |                        |                |                        |
| 48   | 2017年3月17日  | ISBN 978-4-09-127510-3 | 不適用                 |                |                        |                |                        |
| 49   | 2017年8月18日  | ISBN 978-4-09-127576-9 | 不適用                 |                |                        |                |                        |
| 50   | 2017年12月18日 | ISBN 978-4-09-127880-7 | ISBN 978-4-09-159248-4 |                |                        |                |                        |
| 51   | 2018年4月18日  | ISBN 978-4-09-128228-6 | 不適用                 |                |                        |                |                        |
| 52   | 2018年8月17日  | ISBN 978-4-09-128348-1 | 不適用                 |                |                        |                |                        |
| 53   | 2019年1月18日  | ISBN 978-4-09-128780-9 | 不適用                 |                |                        |                |                        |
| 54   | 2019年4月18日  | ISBN 978-4-09-128808-0 | 不適用                 |                |                        |                |                        |
| 55   | 2019年8月16日  | ISBN 978-4-09-129176-9 | 不適用                 |                |                        |                |                        |
| 56   | 2019年12月18日 | ISBN 978-4-09-129453-1 | 不適用                 |                |                        |                |                        |
| 57   | 2020年3月18日  | ISBN 978-4-09-129566-8 | 不適用                 |                |                        |                |                        |
| 58   | 2020年6月18日  | ISBN 978-4-09-850082-6 | 不適用                 |                |                        |                |                        |
| 59   | 2020年9月18日  | ISBN 978-4-09-850184-7 | 不適用                 |                |                        |                |                        |
| 60   | 2021年1月18日  | ISBN 978-4-09-850289-9 | 不適用                 |                |                        |                |                        |
| 61   | 2021年4月16日  | ISBN 978-4-09-850519-7 | 不適用                 |                |                        |                |                        |
| 62   | 2021年7月16日  | ISBN 978-4-09-850631-6 | 不適用                 |                |                        |                |                        |
| 63   | 2021年9月17日  | ISBN 978-4-09-850646-0 | 不適用                 |                |                        |                |                        |

## 電視動畫
同名漫畫改編的電視動畫，全51話，先後於日本（2008年4月6日－2009年3月29日）、香港（2009年12月14日－2010年2月23日）、台灣（2010年1月11日－2010年3月19日）三地播出。7月16日OVA於日本播出。

### 製作人員
- 原作：椎名高志
- 系列構成：西園悟（第1話－第26話）、猪爪慎一（第27話－第51話）
- 主人物設計：加加美高浩
- 副人物設計：西尾公伯（日语：西尾公伯）
- 主機械設計：松本秀幸
- 美術設計：比留間崇
- 美術監督：椋本豐
- 色彩設計：中村千穗
- 攝影監督：坪内弘樹
- 音響監督：松岡裕紀（日语：松岡裕紀）
- 音響制作：HALF H・P STUDIO（日语：HALF H・P STUDIO）
- 音樂：中川幸太郎
- 音樂協力：東京電視台音樂（日语：テレビ東京ミュージック）、Geneon Universal Entertainment、小學館音樂數位娛樂（日语：小学館ミュージック&デジタル エンタテイメント）
- 動畫製作：Synergy SP
- 作：超能力支援研究局－川村明廣（Geneon Universal Entertainment）、齋藤裕（小學館）、川崎由紀夫→穴見禮（東京電視台）、内田康幸（KIDS STATION）、安田正樹（Movic）
- 作：東京電視台、小學館製作→小學館集英社製作

### 第1季主題曲
片頭曲
『Over the Future』（第1話~第26話）
作詞：六見純代、作曲：佐伯高志、編曲：m-takeshi、主唱：可憐Girl's
第14話後更改動畫片段。
『My  wings』（第27話~第51話，SP）
作詞：人萌乎、作曲：前口涉、編曲：前口涉、主唱：可憐Girl's
第28話後更改動畫片段。第46話更改由 starring（平野綾&白石涼子&戶松遙）主唱。
『☆Seventh★Heaven☆』（OVA片頭）第一集片尾
作詞：六見純代、作曲：okky、編曲：前口涉、主唱：starring 平野綾&白石涼子&戶松遙
片尾曲
 （第1話~第13話，第46話）
作詞：渡邊亞希子・葉月ゆら、作曲：江並哲志、編曲：前口涉、主唱：The Children starring（平野綾&白石涼子&戶松遙）
第46話更改由可憐Girl's主唱。
（第14話~第26話，SP）
作詞：人萌乎、作曲：前口涉、編曲：前口涉、主唱：The Children starring（平野綾&白石涼子&戶松遙）
第26話和SP更改動畫片段。
『Break+Your+Destiny』（第27話~第39話）
作詞：六見純代、作曲：渡邊珊、編曲：增田武史、主唱：兵部京介 vs 皆本光一 with 賢木修二 starring（遊佐浩二&中村悠一&谷山紀章）
第39話歌詞為第二段。
『早春賦』（第40話~第45話，第47話~第50話）
作詞：六見純代、作曲：磯部篤子、編曲：前口涉、主唱：The Children starring（平野綾&白石涼子&戸松遥）
『Over the Future』（第51話）
作詞：六見純代、作曲：佐伯高志、編曲：m-takeshi、主唱：可憐Girl's
在結尾時候以完整曲形式播放。
『…Out of control…』（OVA ENDING）
作詞：六見純代、作曲：渡邊拓也、編曲：增田武矢、主唱：兵部京介、皆本光一、賢木修二（遊佐浩二&中村悠一&谷山紀章）

### 外傳主題曲
片頭曲（英文版）「LΛST RESOLUTION」（第1~3話、11~12話）
作詞：六見純代 、作曲、編曲：増田武史 、歌：Emblem of THE UNLIMITED
片頭曲（日文版）「LΛST RESOLUTION」（第4~10話）
作詞：六見純代 、作曲、編曲：増田武史 、歌：Emblem of THE UNLIMITED
片尾曲
「OUTLAWS」（第1~3話、5、12話）
作詞：六見純代 、作曲：河田貴央、編曲：増田武史、歌：eyelis
「BRIGHTEST LIGHT」（第4話）
作詞：六見純代、作曲：藤末樹、編曲：増田武史、歌：可憐GUY's（皆本光一&賢木修二 starring 中村悠一&谷山紀章）
「DARKNESS NIGHT」（第6話）
作詞：六見純代、作曲：藤末樹、編曲：增田武史、歌：可憐GUY's（兵部京介&安迪日宮 starring 遊佐浩二&諏訪部順一）
「BRAND NEW EDEN」（第7話）
作詞：六見純代，作曲、編曲：合田貴央、歌：兵部京介 starring 遊佐浩二
「ADVENT」（第8話）
作詞：六見純代、作曲：前口涉、編曲：增田武史、歌：兵部京介 starring 遊佐浩二
「DARKNESS NIGHT（Hyoubu arrange ver.）」（第9話）
作詞：六見純代、作曲：藤末樹、編曲：增田武史、歌：可憐GUY's（兵部京介&安迪日宮 starring 遊佐浩二&諏訪部順一）
（第10話）
作詞：六見純代 、作曲：渡邊翔、編曲：前口涉、歌：eyelis
「DARKNESS NIGHT（Hinomiya arrange ver.）」（第11話）
作詞：六見純代、作曲：藤末樹、編曲：前口涉、歌：可憐GUY's（兵部京介&安迪日宮 starring 遊佐浩二&諏訪部順一）

### 各話標題
| 話數                           | 原文標題                  | 中文標題                                | 劇本              | 分鏡                | 演出                                    | 作畫監督                                 |
| 第一季                         | 第一季                    | 第一季                                  | 第一季            | 第一季              | 第一季                                  | 第一季                                   |
| ------------------------------ | ------------------------- | --------------------------------------- | ----------------- | ------------------- | --------------------------------------- | ---------------------------------------- |
| 1                              |                           | 絕對可愛-超能少女組                     | 西園悟            | 川口敬一郎          | 川口敬一郎                              | 相坂直紀、沼田誠也                       |
| 2                              |                           | 高枕無憂-巴貝爾塔高聳入雲               | 西園悟            | 川口敬一郎          | 加藤茂                                  | 小野田寬之                               |
| 3                              |                           | 惡樹盜泉-超能力者難為                   | 西園悟            | 佐野隆史            | 橋口洋介                                | 秋谷有紀惠 大庭小枝                      |
| 4                              |                           | 柳暗花明-漂亮的高中美眉加油             | 筆安一幸          | 川口敬一郎          | 川口敬一郎                              | 西尾公伯                                 |
| 5                              |                           | 疏忽不得-正常狀況是進不去的             | 西園悟            | 小寺勝之            | 渡邊正彦                                | 松本朋之                                 |
| 6                              |                           | 吵架最好-當著同學的面嗎                 | 赤星政尚          | 渡邊慎一            | 渡邊慎一                                | 藤崎賢二 中島渚                          |
| 7                              |                           | 平平凡凡-處處受制的超能少女組           | 西園悟            | 佐野隆史            | 則座誠                                  | 石丸賢一                                 |
| 8                              |                           | 兵部京介-啊-出現了嗎                    | 西園悟            | 石井久志            | 加藤茂                                  | 小野田寬之                               |
| 9                              |                           | 容貌秀麗-我們變成大人了                 | 筆安一幸          | 川口敬一郎          | 川口敬一郎                              | 近藤優次                                 |
| 10                             |                           | 釜中之魚-快啊~巴貝爾2號                 | 赤星政尚          | 渡邊慎一            | 渡邊慎一                                | 玉川明洋                                 |
| 11                             |                           | 露天風呂-水氣中發亮的眼睛               | 筆安一幸          | 川口敬一郎          | 川口敬一郎                              | 西尾公伯                                 |
| 12                             |                           | 前途無限-瞬間移動到日本的未來           | 赤星政尚          | 佐野隆史            | 橋口洋介                                | 秋谷有紀惠 大庭小枝                      |
| 13                             |                           | 家庭崩潰-極樂大作戰                     | 筆安一幸          | 寺岡巖              | 渡邊正彦                                | 松本朋之                                 |
| 14                             |                           | 頭腦清晰-少女組是名偵探                 | 白根秀樹 西園悟   | 佐野隆史            | 櫛引康史                                | 藤崎賢二                                 |
| 15                             |                           | 金科玉律-不准逃                         | 西園悟            | 小寺勝之            | 緒方隆秀                                | 小野田貴之                               |
| 16                             |                           | 一諾千金-遙遠的回憶                     | 西園悟            | 小寺勝之            | 渡邊慎一                                | 玉川明洋                                 |
| 17                             |                           | 弱肉強食-我要吃掉你哦♪                  | 赤星政尚          | 川口敬一郎          | 川口敬一郎                              | 近藤優次                                 |
| 18                             |                           | 熱愛發覺-超能少女組解散的危機           | 山口亮太          | 渡邊慎一            | 橋口洋介                                | 秋谷有紀惠 大庭小枝                      |
| 19                             |                           | 暴走天使-我的直美                       | 筆安一幸          | 川口敬一郎          | 藤本次朗                                | 藤崎賢二 西尾公伯                        |
| 20                             |                           | 超獸戲畫-偶爾會像野獸一樣               | 筆安一幸          | 小寺勝之            | 渡邊正彦                                | 松本朋之                                 |
| 21                             |                           | 學而不專-他在生什麼氣                   | 筆安一幸          | 渡邊慎一            | 長森佳容                                | 玉川明洋                                 |
| 22                             |                           | 孟母三遷-皆本中彈身亡                   | 赤星政尚          | 小寺勝之            | 楠本巨樹                                | 若山政志                                 |
| 23                             |                           | 急轉直下-被搶走了                       | 福田裕子          | 佐野隆史            | 石田暢                                  | 繁田享 福島豐明                          |
| 24                             |                           | 專業主夫-被洗過了                       | 福田裕子          | 川口敬一郎          | 川口敬一郎                              | 近藤優次                                 |
| 25                             |                           | 祈禱安產-小寶寶-你好                    | 筆安一幸          | 佐野隆史            | 淺見松雄                                | 秋谷有紀惠 大庭小枝                      |
| 26                             |                           | 改變預知-舞動未來                       | 豬爪慎一          | 小寺勝之            | 關田修                                  | 藤崎賢二                                 |
| 27                             |                           | 戰鬥宣言-潘朵拉的挑戰書                 | 豬爪慎一          | 川口敬一郎          | 池博C                                   | 小田裕康                                 |
| 28                             |                           | 閉月羞花-蕾見警報                       | 福田裕子          | 佐野隆史            | 渡邊正彦                                | 松本朋之                                 |
| 29                             |                           | 花招百出-離天國最近的海洋               | 筆安一幸          | 渡邊慎一            | 緒方隆秀                                | 小野田貴之                               |
| 30                             |                           | 吳越同舟-有計劃破壞金庫♥                | 豬爪慎一          | 渡邊慎一            | 渡邊慎一                                | 玉川明洋                                 |
| 31                             |                           | 世界遺產-來去京都吧                     | 赤星政尚          | 川口敬一郎          | 川口敬一郎                              | 近藤優次                                 |
| 32                             |                           | 佳味珍肴-敢碰我就來啊                   | 福田裕子          | 佐野隆史            | 内山                                    | 秋谷有紀惠 大庭小枝                      |
| 33                             |                           | 秋天郊遊-野餐盒在竹林中                 | 豬爪慎一          | 小寺勝之            | 關田修                                  | 岩佐裕子 藤崎賢二                        |
| 34                             |                           | 朝蠅暮蚊-皆本手腳併用                   | 筆安一幸          | 小寺勝之            | 渡邊正彦                                | 松本朋之                                 |
| 35                             |                           | 多情多恨-初音離家出走                   | 赤星政尚          | 渡邊慎一            | 橋口洋介                                | 長森佳容 玉川明洋                        |
| 36                             |                           | 男性禁入-天使們的午後                   | 筆安一幸          | 佐野隆史            | 緒方隆秀                                | 小野田貴之                               |
| 37                             |                           | 強敵侵襲-暗黑幽靈                       | 猪爪慎一          | 川口敬一郎          | 池HIRO史                                | 新井淳 雨宮哲                            |
| 38                             |                           | 蝴蝶之夢-夢靨巫女                       | 猪爪慎一          | 川口敬一郎          | 川口敬一郎                              | 近藤優次                                 |
| 39                             |                           | 夢幻泡影-念動力潛夢者                   | 猪爪慎一          | 川口敬一郎          | 關田修                                  | 岩佐裕子 藤崎賢二                        |
| SP                             |                           | 盛宴款待-奈津子與小螢的巴貝爾快報       | 猪爪慎一          | 川口敬一郎          | 川口敬一郎                              | -                                        |
| 40                             |                           | 蕾見山莊-侵入吧                         | 筆安一幸          | 渡邊慎一            | 古谷田順久                              | 長森佳容 大庭小枝                        |
| 41                             |                           | 比翼連枝-國王陛下的少女組               | 福田裕子          | 佐藤雅子            | 渡邊正彦                                | 松本朋之                                 |
| 42                             |                           | 合體問題-奇幻玩具                       | 筆安一幸          | 小寺勝之            | 橋口洋介                                | 長森佳容 玉川明洋                        |
| 43                             |                           | 投緣奇緣-凱洛琳-命中注定的重逢          | 赤星正尚 豬爪慎一 | 川口敬一郎          | 緒方隆秀                                | 岩佐裕子 田邊謙司                        |
| 44                             |                           | 愛別離苦-凱莉-永遠的離別                | 赤星正尚 豬爪慎一 | 川口敬一郎          | 川口敬一郎                              | 近藤優次                                 |
| 45                             |                           | 天賦異稟-超能少女組的禮物               | 福田裕子          | 渡邊慎一            | 關田修                                  | 長森佳容 藤崎賢二                        |
| 46                             |                           | 疑心暗鬼-願望成真的筆記本               | 福田裕子          | 小寺勝之            | 中野英明                                | 西尾公伯                                 |
| 47                             |                           | 一場春夢-明日的回憶                     | 豬爪慎一          | 佐野隆史            | 渡邊正彦                                | 松本朋之                                 |
| 48                             |                           | 原力騷然-看不見的威脅                   | 筆安一幸          | 渡邊慎一            | 渡邊慎一                                | 玉川明洋                                 |
| 49                             |                           | 世事無常-咦-皆本他                      | 猪爪慎一          | 川口敬一郎          | 緒方隆秀                                | 岩佐裕子 田邊謙司                        |
| 50                             |                           | 一心奮鬥-超越未來                       | 猪爪慎一          | 川口敬一郎          | 川口敬一郎                              | 近藤優次                                 |
| 51                             |                           | 櫻花燦爛-那麼再見囉                     | 猪爪慎一          | 川口敬一郎          | 橋口洋介                                | 藤崎賢二 加加美高浩                      |
| OVA                            |                           | 愛多憎生-被奪走的未來                   | 猪爪慎一          | 川口敬一郎          | 川口敬一郎                              | 加加美高浩                               |
| 外傳「THE UNLIMITED 兵部京介」 |                           |                                         |                   |                     |                                         |                                          |
| 1                              | -Schooler of deadlock-    | 超常脫獄 -Schooler of deadlock-         | 豬爪慎一          | 五十嵐紫樟          | 五十嵐紫樟                              | 高木潤                                   |
| 2                              | -Ghost of WW2-            | 暗殺的旋律 -Ghost of WW2-               | 豬爪慎一          | 田口智久 五十嵐紫樟 | 田口智久                                | Cindy H.Yamauchi                         |
| 3                              | -Queen not a princess-    | 清楚與污濁 -Queen not a princess-       | 木村暢            | 神保昌登 五十嵐紫樟 | 神保昌登                                | 鳥山冬美、丸山修二 野崎麗子              |
| 4                              | -Children Territory-      | 絕對領域 -Children Territory-           | 豬爪慎一          | 米田和博            | 米田和博                                | 山中正博                                 |
| 5                              | -Portrait of the family-  | 陌生人 -Portrait of the family-         | 木村暢            | 北條史也            | 北條史也                                | 山村俊了、大塚亨 松下純子、鎌田均 小川浩 |
| 6                              | -As true as a lie-        | 黑暗，奔跑 -As true as a lie-           | 豬爪慎一          | 神保昌登 五十嵐紫樟 | 神保昌登                                | 石井由美子、深川可純                     |
| 7                              | -Generation ZERO PART I-  | 超能部隊 前篇 -Generation ZERO PART I-  | 兵頭一步          | 山本裕介            | 林明偉                                  | 遠藤大輔                                 |
| 8                              | -Generation ZERO PART II- | 超能部隊 後篇 -Generation ZERO PART II- | 兵頭一步          | 田口智久            | 田口智久                                | Cindy H.Yamauchi、田寄雅郁               |
| 9                              | -Pandora's box opens-     | 災難 -Pandora's box opens-              | 兵頭一步          | 北條史也            | 北條史也                                | 山中正博、山村俊了 今岡大                |
| 10                             | -Original Sin-            | 遙遠樂園 -Original Sin-                 | 豬爪慎一          | 鈴木利正 五十嵐紫樟 | 米田和博                                | 長屋侑利子、古川信之 白井瑤子、實原登    |
| 11                             | -OUTLAWS-                 | 暴風雨中的兩人 -OUTLAWS-                | 兵頭一步          | 神保昌登            | 神保昌登                                | 德田大貴、松下純子 鎌田均、服部憲知      |
| 12                             | -LΛST RESOLUTION-         | 邁向未來 -LΛST RESOLUTION-              | 豬爪慎一          | 五十嵐紫樟          | 米田和博、北條史也 田口智久、五十嵐紫樟 | 山本航、田寄雅郁 山村俊了、高木潤        |

### 播放電視台
日本深夜動畫：下文記載的日本国内播放時間使用日本標準時間（UTC+9）表示。因為部分時間标识會採用30小时制，因此請留意这类超过24:00的时间，其實際播放時間為翌日清晨。
| 播放地區               | 播放電視台         | 播放日期                                                    | 播放時間（UTC+9）                                     | 所屬聯播網          | 備註               |
| 楚楚可憐超能少女組     | 楚楚可憐超能少女組 | 楚楚可憐超能少女組                                          | 楚楚可憐超能少女組                                    | 楚楚可憐超能少女組  | 楚楚可憐超能少女組 |
| ---------------------- | ------------------ | ----------------------------------------------------------- | ----------------------------------------------------- | ------------------- | ------------------ |
| 關東廣域圈             | 東京電視台         | 2008年4月6日 - 2009年3月29日                                | 星期日 10時00分 - 10時30分                            | 東京電視網          | 制作局 有字幕      |
| 大阪府                 | 大阪電視台         | 2008年4月6日 - 2009年3月29日                                | 星期日 10時00分 - 10時30分                            | 東京電視網          | 同時網 有字幕      |
| 福岡縣                 | TVQ九州放送        | 2008年4月6日 - 2009年3月29日                                | 星期日 10時00分 - 10時30分                            | 東京電視網          | 同時網 有字幕      |
| 岡山縣、香川縣         | 瀨戶內電視台       | 2008年4月6日 - 2009年3月29日                                | 星期日 10時00分 - 10時30分                            | 東京電視網          | 同時網 有字幕      |
| 北海道                 | TV北海道           | 2008年4月6日 - 2009年3月29日                                | 星期日 10時00分 - 10時30分                            | 東京電視網          | 同時網 有字幕      |
| 愛知縣                 | 愛知電視台         | 2008年4月6日 - 2009年3月29日                                | 星期日 10時00分 - 10時30分                            | 東京電視網          | 同時網 有字幕      |
| 大分縣                 | 大分朝日放送       | 2008年4月19日 - 2009年5月2日                                | 星期六 6時00分 - 6時30分                              | 朝日電視網          |                    |
| 新潟縣                 | TV新潟放送網       | 2008年4月19日 - 2009年5月2日                                | 星期六 25時50分 - 26時20分                            | 日本電視系          |                    |
| 靜岡縣                 | 靜岡朝日電視台     | 2008年4月19日 - 2009年5月16日                               | 星期六 6時45分 - 7時15分                              | 朝日電視網          |                    |
| 日本全國               | AT-X               | 2008年4月20日 - 2009年4月12日                               | 星期日 7時30分 - 8時00分                              | 衛星電視            | 有重播             |
| 高知縣                 | 高知電視台         | 2008年4月24日 - 2009年4月23日                               | 星期四 16時24分 - 16時54分                            | 日本新聞網          |                    |
| 鹿兒島縣               | 鹿兒島電視台       | 2008年4月27日 - 2009年4月26日                               | 星期日 6時15分 - 6時45分                              | 富士電視網          |                    |
| 石川縣                 | 金澤電視台         | 2008年4月28日 - 2009年4月20日                               | 星期一 15時53分 - 16時23分                            | 日本電視系          |                    |
| 日本全國               | BS JAPAN           | 2008年5月1日 - 2009年4月23日                                | 星期四 19時30分 - 20時00分                            | 東京電視網 衛星電視 |                    |
| 滋賀縣                 | 琵琶湖放送         | 2008年5月2日 - 2009年5月8日                                 | 星期五 17時15分 - 17時45分                            | 獨立UHF局           |                    |
| 鳥取縣、島根縣         | 日本海電視台       | 2008年5月3日 - 2009年5月3日                                 | 星期六 5時00分 - 5時30分                              | 日本電視系          |                    |
| 岩手縣                 | 岩手可愛電視台     | 2008年5月21日 - 2009年5月20日                               | 星期三 16時54分 - 17時24分                            | 富士電視網          |                    |
| 青森縣                 | 青森朝日放送       | 2008年6月2日 - 2009年3月26日 2009年4月3日 - 2009年5月8日    | 星期一 16時00分 - 16時30分 星期五 15時55分 - 16時25分 | 朝日電視網          |                    |
| 秋田縣                 | 秋田電視台         | 2008年6月10日 - 2009年4月14日 2009年4月23日 - 2009年6月18日 | 星期二 16時23分 - 16時53分 星期四 14時05分 - 14時35分 | 富士電視網          |                    |
| 長野縣                 | 長野放送           | 2008年6月17日 - 2009年5月19日                               | 星期二 15時30分 - 16時00分                            | 富士電視網          |                    |
| 愛媛縣                 | 南海放送           | 2008年6月23日 - 2009年5月11日                               | 星期一 15時53分 - 16時21分                            | 日本電視系          |                    |
| 日本全國               | KIDS STATION       | 2008年7月4日 - 2009年7月3日                                 | 星期五 17時00分 - 17時30分                            | 衛星電視            | 有重播             |
| 宮城縣                 | 東日本放送         | 2008年7月23日 - 2009年4月8日 2009年4月12日 - 2009年7月26日  | 星期三 15時54分 - 16時24分 星期日 5時20分 - 5時50分   | 朝日電視網          |                    |
| 山口縣                 | 山口電視台         | 2008年8月11日 - 2009年4月6日 2009年4月17日 - 2009年8月14日  | 星期一 16時25分 - 16時55分 星期五 26時24分 - 26時54分 | 日本新聞網          |                    |
| 廣島縣                 | 廣島HOME電視台     | 2008年9月13日 - 2009年4月18日 2009年4月29日 - 2009年9月23日 | 星期六 6時30分 - 7時00分 星期三 25時46分 - 26時16分   | 朝日電視網          |                    |
| THE UNLIMITED 兵部京介 |                    |                                                             |                                                       |                     |                    |
| 關東廣域圈             | 東京電視台         | 2013年1月7日 - 3月25日                                      | 星期一 25時35分 - 26時05分                            | 東京電視網          | 制作局             |
| 大阪府                 | 大阪電視台         | 2013年1月8日 - 3月26日                                      | 星期二 25時35分 - 26時05分                            | 東京電視網          |                    |
| 愛知縣                 | 愛知電視台         | 2013年1月9日 - 3月27日                                      | 星期三 25時35分 - 26時05分                            | 東京電視網          |                    |
| 岡山縣、香川縣         | 瀨戶內電視台       | 2013年1月9日 - 3月27日                                      | 星期三 25時40分 - 26時10分                            | 東京電視網          |                    |
| 福岡縣                 | TVQ九州放送        | 2013年1月10日 - 3月28日                                     | 星期四 26時00分 - 26時30分                            | 東京電視網          |                    |
| 北海道                 | TV北海道           | 2013年1月11日 - 3月29日                                     | 星期五 26時00分 - 26時30分                            | 東京電視網          |                    |
| 日本全國               | AT-X               | 2013年1月17日 - 4月4日                                      | 星期四 21時00分 - 21時30分                            | 衛星電視            | 有重播             |

| 播放地區 | 播放電視台     | 播放日期                      | 當地播放時間           | 備註       |
| -------- | -------------- | ----------------------------- | ---------------------- | ---------- |
| 香港     | 有線電視兒童台 | 2009年12月14日－2010年2月23日 | 星期一至五06:30－07:00 |            |
| 臺灣     | 台灣卡通頻道   | 2010年1月11日－3月19日        | 星期一至五19:30－20:00 | 含中文配音 |

## 外部連結
- WEB Sunday 楚楚可憐超能力少女組 （页面存档备份，存于）（日語）
- http://www.tv-tokyo.co.jp/anime/zettai_children/ （页面存档备份，存于）
- 完成原稿速報・ブログ版 （页面存档备份，存于）（日語）
- 気ままに絶チル! （页面存档备份，存于）（日語）
- （日語）
- THE UNLIMITED 兵部京介 動畫官方網站（日語）